# TT205
La tombe thébaine TT 205 est située à El-Khokha, dans la nécropole thébaine, sur la rive ouest du Nil, face à Louxor en Égypte.
C'est la sépulture de Thoutmôsis (Dhwtj-msj(w)), majordome royal, datant de la XVIIIe dynastie durant les règnes de Thoutmôsis III à Amenhotep II.